# Analisi economica del diritto
Analisi economica del diritto (in inglese Economic Analysis of Law) è il termine usato abitualmente per indicare gli studi interdisciplinari di diritto e discipline economiche che hanno come oggetto di indagine l'analisi economica delle norme giuridiche sia sotto il profilo positivo che normativo.
Più in particolare, secondo la prospettiva dell'Analisi economica, i problemi giuridici debbono essere analizzati e risolti attraverso una comparazione tra i diversi gradi d'efficienza economica delle molteplici soluzioni ipotizzabili. Da questo confronto, effettuato con modalità analitiche “prese a prestito” dalla scienza economica (in particolare, dalla microeconomia), emergerà la scelta più efficiente, ossia quella in grado di garantire a ciascun soggetto coinvolto il maggior numero possibile di vantaggi.
Dall’analisi economica del Diritto si distingue un altro movimento dottrinale chiamato “Law and economics” secondo cui l’economia non prevale sul diritto bensì entrambi giacciono sul medesimo piano. Tale dottrina condivide con l’analisi economica del diritto il pensiero secondo cui la realtà giuridica spesso non rappresenta pienamente la realtà bensì mostra uno scenario obsoleto che, indiscutibilmente, deve essere rinnovato.

## Relazioni con altre discipline
A causa della connessione esistente tra sistema giuridico e sistema politico, l'analisi economica del diritto condivide alcuni campi d'indagine con l'economia politica e le scienze politiche. La metodologia impiegata, soprattutto dagli studiosi statunitensi, è derivata dall'approccio dell'economia neoclassica, ma l'oggetto della ricerca non conduce necessariamente alle conclusioni degli economisti neoclassici. Al contrario, l'idea-tipo della concorrenza perfetta viene impiegata per comprendere i fallimenti del mercato e il ruolo del diritto nel risolvere o nel generare tali fallimenti.
Tra gli studiosi particolarmente critici nei confronti dell'uso di strumenti matematici per l'analisi economica del diritto vi è Ronald Coase. Gli studiosi che analizzano gli stessi argomenti da una prospettiva marxista o derivata dagli studi critici del diritto, solitamente non inquadrano i propri lavori nella metodologia impiegata dall'analisi economica del diritto. Esistono comunque altri orientamenti che, pur collocandosi all'interno dell'analisi economica, utilizzano un approccio non neoclassico. Questi filoni, che derivano dalla scuola storica dell'economia e dagli studi di dottrina dello stato, sono floridi soprattutto nell'Europa continentale e specialmente nei paesi di lingua tedesca.
Il Premio Nobel per l'Economia Oliver Williamson ha più volte individuato nell'economista americano John R. Commons un precursore di alcuni concetti basilari dell'analisi economica del diritto come la transazione (vedasi Nicita e Vatiero 2007, nei riferimenti bibliografici). Una radice europea dell'analisi economica del diritto è il filone sviluppatosi attorno alla Scuola di Friburgo (anche chiamato Ordoliberale) negli anni subito precedenti la seconda guerra mondiale (vedasi Vatiero 2009, nei riferimenti bibliografici).

## Analisi positiva e analisi normativa
L'analisi economica del diritto si divide in due sottocampi, l'analisi positiva (o descrittiva) e l'analisi normativa (o prescrittiva). Ma gran parte delle analisi presentano congiuntamente i due aspetti.

### Analisi positiva
L'analisi positiva si concentra sul tentativo di prevedere gli effetti delle diverse regole giuridiche e di comprendere quali potrebbero essere le conseguenze di differenti scelte normative applicate ai medesimi problemi. Per esempio, nel campo degli illeciti civili, si confrontano i diversi effetti che potrebbero avere norme improntate alla responsabilità oggettiva da altre incentrate sul dolo e sulla colpa.

### Analisi normativa
L'analisi normativa compie un passo avanti rispetto alla precedente. Questo tipo di analisi intende suggerire la soluzione più efficiente per i diversi problemi ai vari attori del diritto, dal legislatore intento a regolare la fattispecie astratta fino al giudice alle prese con il caso concreto.

### L'efficienza
Il concetto chiave, come già detto, è sempre quello di "efficienza". Mentre l'analisi positiva si concentra sull'aspetto statico (una norma è efficiente o meno), quella normativa sviluppa il problema da un punto di vista dinamico, chiedendosi quale possa essere la regola più efficiente e consigliabile.
Preliminarmente, occorre chiedersi quando una norma sia efficiente. Una prima definizione viene dal cosiddetto "ottimo paretiano" (o efficienza paretiana). Semplificando al massimo, secondo l'economista italiano Vilfredo Pareto, il sistema economico più efficiente è quello che realizza un'allocazione di risorse tale per cui non sia possibile migliorare ulteriormente la condizione di un individuo senza peggiorare quella di un altro. Una versione dell'efficienza paretiana prende il nome di efficienza di Kaldor-Hicks, dal nome degli economisti che l'hanno declinata. Essa si basa sull'idea che una data configurazione sociale di risorse, cui si giunge attraverso mutamenti allocativi che privilegiano taluni a danno di altri, può dirsi efficiente se essa consente un opportuno trasferimento di risorse in modo da garantire ex post una configurazione efficiente nel senso di Pareto.